# Proterospastis wainimbuka
Proterospastis wainimbuka är en fjärilsart som beskrevs av Robinson 1980. Proterospastis wainimbuka ingår i släktet Proterospastis och familjen äkta malar.
Artens utbredningsområde är Fiji. Inga underarter finns listade i Catalogue of Life.